# Grae Morris
Grae Morris (* 16. Oktober 2003 in Sydney) ist ein australischer Windsurfer.

## Erfolge
Grae Morris’ Vater Brett war bereits nationaler Meister im Windsurfen, sodass Morris selbst bereits im Alter von fünf Jahren mit dem Windsurfen begann. Mit elf Jahren bestritt er seine ersten Rennen und gab 2018 sein internationales Debüt bei den Erwachsenen. Bis 2021 war er parallel auch als Rugbyspieler aktiv. Bei den Weltmeisterschaften 2023 in Den Haag sicherte er Australien mit einem neunten Gesamtrang einen Quotenplatz bei den Olympischen Spielen 2024 in Paris. Morris verpasste 2024 bei den Weltmeisterschaften in Lanzarote als Vierter knapp einen Medaillengewinn.
Bei den darauffolgenden Olympischen Spielen gewann Morris unter anderem zwei der ersten 13 Wettfahrten mit dem iQFoiL und war mit 60 Punkten der beste Surfer der Vorrunde. Er erhielt dadurch ebenso wie Tom Reuveny aus Israel und Josh Armit aus Neuseeland ein Freilos im Viertelfinale, musste aber im Gegensatz zu Reuveny und Armit auch nicht im Halbfinale starten, sondern zog direkt ins Finale ein. In diesem traf er auf Reuveny sowie Luuc van Opzeeland aus den Niederlanden, die sich im Halbfinale durchgesetzt hatten. Reuveny gewann das abschließende Finalrennen und wurde Olympiasieger, vor Grae Morris und dem auf Rang drei platzierten van Opzeeland, womit Morris die Silbermedaille erhielt.